# Barrknoppsvivlar
Barrblomvivlar (Nemonychidae) är en familj i insektsordningen skalbaggar. Familjen innehåller omkring 71 beskrivna arter i 21 olika släkten. 

## Kännetecken
Barrblomvivlar är små skalbaggar, med en kroppslängd på omkring 3 till 5 millimeter. Ovansidan av kroppen är försedd med fina, utstående hår. Färgen på kroppen är ljust brunaktig till svartaktig. Huvudet är mer eller mindre förlängt framåt, något liknande vivlarnas så kallade snyte. De flerledade antennerna är fästade på snytets yttre hälft och kännetecknas av att de är raka, det vill säga utan knäböjning, och något klubbformiga i spetsen.

## Utbredning
Barrblomvivlar förekommer i den palearktiska, nearktiska, neotropiska och australiska regionen. Familjen är främst känd från tempererade delar av världen, men några arter finns även i tropikerna.

## Levnadssätt
Barrblomvivlar lever vanligen på pollen, främst från barrväxter. Två undantag finns, släktet Rhynchitomacer som lever på träd i sydbokssläktet och släktet Nemonyx som lever på växter i släktena Consolida och Delphinium (familjen ranunkelväxter).